# Sunningen
Sunningen är en tidigare tätort i mellersta Bohuslän. Den är belägen vid Byfjordens utlopp genom Sunningesund, omkring 1 mil väster om centrala Uddevalla, strax intill Uddevallabrons norra fäste. Orten räknas sedan 2015 som en del av tätorten Uddevalla.
Sunningen är ursprungligen ett sommarstugeområde som har förtätats och kommit att alltmer permanentbebos.

## Befolkningsutveckling
| Befolkningsutvecklingen i Sunningen 1990–2010         | Befolkningsutvecklingen i Sunningen 1990–2010 | Befolkningsutvecklingen i Sunningen 1990–2010 | Befolkningsutvecklingen i Sunningen 1990–2010 | Befolkningsutvecklingen i Sunningen 1990–2010 |
| ----------------------------------------------------- | --------------------------------------------- | --------------------------------------------- | --------------------------------------------- | --------------------------------------------- |
|                                                       |                                               |                                               |                                               |                                               |
| År                                                    |                                               |                                               | Folkmängd                                     | Areal (ha)                                    |
| 1990                                                  | 1990                                          |                                               | 302                                           | 72                                            |
| 1995                                                  | 1995                                          |                                               | 361                                           | 76                                            |
| 2000                                                  | 2000                                          |                                               | 351                                           | 74                                            |
| 2005                                                  | 2005                                          |                                               | 589                                           | 78                                            |
| 2010                                                  | 2010                                          |                                               | 742                                           | 80                                            |
| Anm.: Ny tätort 1990. Sammanvuxen 2015 med Uddevalla. |                                               |                                               |                                               |                                               |